# Дариус, Адам
Адам Дариус (англ. Adam Darius; 10 мая 1930, Нью-Йорк, США — 3 декабря 2017, Эспоо, Хельсинки, Уусимаа) — американский танцор, хореограф, писатель, актёр жанра пантомимы. Посетил с выступлениями более 80 стран на шести континентах. В писательском активе Адама Дариуса — 13 изданных книг и 21 пьеса.
В передаче на радио «Би-Би-Си», посвящённой его карьере, Адам Дариус был назван «одним из самых выдающихся талантов 20-го века».

## Биография
Адам Дариус родился в Манхэттене, Нью-Йорк, в семье выходцев из Турции и России.

### Карьера в балете
Адам Дариус учился балету и современным танцам у Анатолия Обухова, Георгия Гончарова, Ольги Преображенской и Хосе Лимона. Актёрскому мастерству Адам Дариус обучался вместе с актёром московского еврейского театра «Габима» Райкином Бен-Ари, лауреатом премии «Оскар» Шелли Уинтерс и Гербертом Бергхофом.
Впоследствии Адам танцевал в составе многих балетных трупп, таких как «Международный балет» (Великобритания), «Королевский балет Виннипега» (Канада), «Балет Рио-де-Жанейро» (Бразилия) и «Скандинавский балет» (Дания). В качестве хореографа работал в Израильском национальном оперном театре, а затем руководил собственной балетной труппой под названием «Израильский балет». Выступал в качестве хореографа-постановщика балетов с участием американских прим Синтии Грегори и Мелиссы Хейден, а также в роли балетмейстера четырёх опер с участием звезды оперной сцены Пласидо Доминго.
Адам Дариус сыграл большое количество трагических и комических ролей, от роли бродяги в ирландском фильме «Стигматы» до роли Пука в скандинавской премьере оперы Бенджамина Бриттена «Сон в летнюю ночь».
Помимо этого, Дариус работал с выдающимся шведский режиссёром Ингмаром Бергманом, величайшим французским актёром Жаном-Луи Барро и бельгийским певцом и композитором Жаком Брелем.
Среди наиболее запоминающихся творений Адама Дариуса можно отметить:
- Мэрилин (Marylin) — балет по мотивам жизни Мэрилин Монро. Спонсором проекта выступила рок-группа Jethro Tull. Балет игрался на нескольких сценах лондонского Вест-Энда на протяжении пяти недель. Впервые с 1921 года, когда Сергей Дягилев показал в Лондоне балет «Спящая красавица», балет продержался на лондонской сцене столь продолжительное время.
- Анна Франк (The Anne Frank Ballet) — наиболее известный балет с участием Адама Дариуса, в котором он исполнил роль Отто Франка, отца Анны Франк. Впоследствии была выпущена видеоверсия этого представления.

### Карьера в жанре пантомимы
Со временем Адам Дариус развил свой собственный стиль, объединивщий в себе элементы танца и пантомимы и названный «экспрессивная пантомима». Свои достижения в созданном стиле Адам объединил в уникальном сольном представлении, показанном во многих странах мира, включая такие далекие и труднодоступные уголки, как Афганистан, Тайвань, Индонезия, Свазиленд, Папуа-Новая Гвинея и Австралия. В 1971 Дариус предпринял турне по Советскому Союзу, кульминацией которого стало выступление в Ленинграде, после которого публика вызывала Адама на поклон целых 27 раз. Стоит отметить, что турне Дариуса стало первым приездом в СССР американского танцевального артиста со времен Айседоры Дункан.
Твердо веря в то, что искусство способно играть роль моста между различными культурами, Адам неоднократно выступал в городах арабского мира: Дамаске, Касабланке, Бейруте, Каире, Александрии, Аммане, Тегеране, Исфахане, Ширазе, Стамбуле и Тунисе.
Развиваемая Дариусом концепция «театра тела» также была реализована в лондонских представлениях «Вавилонская башня» и «Рембо и Верлена», созданных в сотрудничестве с Казимиром Колесником. Их сотрудничество продолжилось постановкой «Юкио Мисима», которая была впервые представлена в женской тюрьме Холловей в Лондоне, а впоследствии показана в Финляндии, Словении и Португалии. Среди дальнейших совместных работ Дариуса и Колесника можно отметить постановку «Змея в траве» (A Snake in the Grass) — представление было впервые показано в столице Иордании Аммане и удостоено награды «Нур Аль-Хусейн».
В период с 1989 по 1998 год Дариус вместе с Казимиром Колесником руководил ежегодными гастролями Детского театра Шетландских Островов. Среди показанных постановок: «В поисках Ширли Темпл» (The Search for Shirley Temple), «Санта-Клаус едет в Лас-Вегас» (Santa Claus Goes to Las Vegas) и «Король рок-н-ролла» (King of Rock 'n' Roll).
Адам Дариус и Казимир Колесник продолжают гастролировать по миру вместе со своим совместным представлением «Смерть огородного пугала» (Death of a Scarecrow).

### Преподавательская деятельность
С самых ранних лет своей карьеры Адам Дариус не только выступал, но и преподавал
В 1978 году Адам Дариус и Марита Кроули открыли в Лондоне Центр пантомимы, где студенты со всего мира могли освоить созданный Адамом стиль «выразительной пантомимы». Данный курс лег в основу книги «Метод Адама Дариуса» (The Adam Darius Method). Среди студентов лондонского Центра пантомимы — актёр пантомимы, художник, танцовщик и режиссёр Казимир Колесник, рок-звезда Кейт Буш, голливудские кинозвезды Кейт Бекинсейл и Дженнифер Билз, британские актёры Уоррен Митчелл и Кларк Петерс, известный сирийский драматург, режиссёр и критик Риад Исмат.
В 1994 году Центр пантомимы переехал в Хельсинки, Финляндия. В новом центре обучались многие видные представители танцевального мира, например, бывший руководитель Датского королевского балета Франк Андерсен, бывшая руководительница Финского государственного балета Динна Бьорн, Фернандо Джонс из Кубинского национального балета, актёры Гамбургского балета Каролина Агюеро и Дарио Франкони.
В Северной Америке Адам вел активную преподавательскую деятельность в Нью-Йорке, Флориде и Калифорнии.

## Книги Адама Дариуса
| Автор        | №  | Год  | Название                                        | стр. | Издательство           | Город     | ISBN               | Жанр          |
| ------------ | -- | ---- | ----------------------------------------------- | ---- | ---------------------- | --------- | ------------------ | ------------- |
| Дариус, Адам | 1  | 1973 | Dance Naked in the Sun                          | 325  | Latonia Publishers     | Лондон    | ISBN 0-9502707-0-9 | Автобиография |
| Дариус, Адам | 2  | 1978 | The Way to Timbuktu                             | 276  | Latonia Publishers     | Лондон    | ISBN 0-9502707-1-7 | Автобиография |
| Дариус, Адам | 3  | 1984 | The Adam Darius Method                          | 270  | Latonia Publishers     | Лондон    | ISBN 0-9502707-2-5 | Педагогика    |
| Дариус, Адам | 4  | 1988 | The Man Who Spat at Fate                        | 251  | Latonia Publishers     | Лондон    | ISBN 0-9502707-3-3 | Роман         |
| Дариус, Адам | 5  | 1991 | The Guru                                        | 115  | Latonia Publishers     | Лондон    | ISBN 0-9502707-4-1 | Философия     |
| Дариус, Адам | 6  | 1996 | The Commedia Dell' Arte                         | 97   | Kolesnik Production OY | Хельсинки | ISBN 9529071884    | Педагогика    |
| Дариус, Адам | 7  | 1998 | Acting — A Psychological and Technical Approach | 208  | Kolesnik Production OY | Хельсинки | ISBN 952909146X    | Педагогика    |
| Дариус, Адам | 8  | 2000 | Audition Monologues                             | 128  | Kolesnik Production OY | Хельсинки | ISBN 9519823204    | Педагогика    |
| Дариус, Адам | 9  | 2003 | Double Existence                                | 202  | Kolesnik Production OY | Хельсинки | ISBN 9519823212    | Роман         |
| Дариус, Адам | 10 | 2004 | A Nomadic Life                                  | 250  | Kolesnik Production OY | Хельсинки | ISBN 9519823220    | Автобиография |
| Дариус, Адам | 11 | 2005 | When Your Dog Dies                              | 63   | Kolesnik Production OY | Хельсинки | ISBN 9519823239    | Животные      |
| Дариус, Адам | 12 | 2007 | Arabesques Through Time                         | 407  | Harlequinade Books     | Хельсинки | ISBN 9519823247    | Автобиография |
| Дариус, Адам | 13 | 2009 | Death in Damascus                               | n/a  | Электронная книга      |           | ISBN 9789529254767 | Роман         |

## Премии и награды
- 1976: Серебряная медаль Белградского фестиваля монодрамы (Югославия)
- 1976: Почетный член Сообщества Северная Суматра (Индонезия)
- 1978: Американская телевизионная премия «Эмми» (США)
- 1984: Премия имени Леонида Мясина за достижения в танцевальном искусстве (Италия)
- 1987: Награждён «ключами от ворот» Лас-Вегаса (США)
- 1998: Премия Shetland Dance and Mime Award (Великобритания)
- 2001: Награда фонда «Нур Аль-Хусейн» (Иордания)
- 2002: Приз Бейрутского фестиваля комедии (Ливан)
- 2003: Награда фонда «Нур Аль-Хусейн» (Иордания)
- 2009: Орден Луиса Мануэля Гутьерреса (Венесуэла)